# Rybníček (Vysočina)
Rybníček é uma comuna checa localizada na região de Vysočina, distrito de Havlíčkův Brod.